# Purificación de proteínas

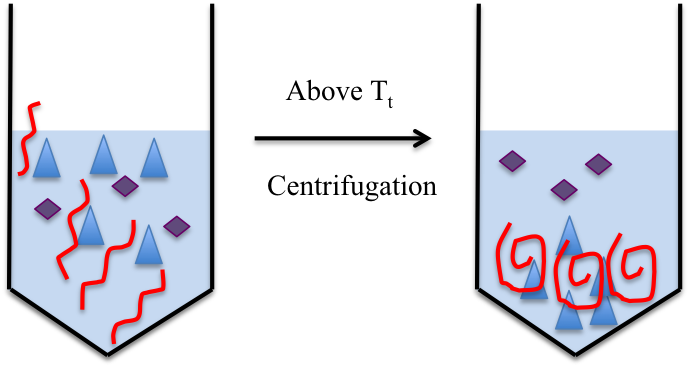
Diagrama explicativo de purificación de proteínas.

Una purificación de proteínas es una serie de procesos que permiten aislar un solo tipo de proteína de una mezcla compleja. La purificación de proteínas es vital para la caracterización de la función, estructura interacciones de la proteína de interés, por ejemplo una enzima un receptor celular o un anticuerpo. El material inicial es generalmente un tejido biológico o un cultivo microbiano. Hay varios pasos en el proceso de purificación; puede liberar a la proteína de la matriz que lo confina, separar las partes proteica y no proteica de la mezcla, y finalmente separar la proteína deseada de todas las demás. Este último paso puede ser el aspecto más laborioso de la purificación de proteínas.

## Técnicas empleadas
- Homogeneización
- Fraccionamiento celular
- Desnaturalización reversible con sulfato de amonio
- Cromatografía
- Electroforesis
- Diálisis
- Espectroscopia ultravioleta-visible
- Ensayo enzimático